# Тайшыбай, Заркын Сыздыкович
Заркын Сыздыкович Тайшыбай (род. 31 марта 1942, Каркаралинский район, Карагандинская область) — казахстанский филолог, историк журналистики. 

## Биография
Родился 31 марта 1942 году в Кувском (Каркаралинском) районе Карагандинской области.  	
Происходит из подрода Булбул-усен рода каракесек племени аргын.
После окончания Кувской средней школы работал механизатором в колхозе, литработником, заместителем редактора, редактором районной газеты, заведующим отделами Карагандинской областной газеты «Орталық Қазақстан».
Окончил факультет журналистики Казахского государственного университета (ныне Национальный университет им. Аль-Фараби) по специальности «журналистика» и аспирантуру на кафедре истории журналистики.
С 1992 года — старший преподаватель, заведующий кафедрой журналистики Карагандинского государственного университета.
С 2000 года доцент, докторант, профессор Северо-Казахстанского государственного университета. В 2001 году организовал специальность «Журналистика», где успешно ведет преподавательскую работу.
Руководитель Методического совета Северо-Казахстанского государственного университета по специальности «Журналистика», член Ученого совета (2001—2008 гг.), член редколлегии, ректората Северо-Казахстанского государственного университета (с 2001 г. — 2012 г.).

## Трудовая деятельность
С 2001 года руководитель научного центра «Этнокультурных исследований» Северо-Казахстанского государственного университета, кандидат филологических наук (1997 г.), доцент (2006), профессор Северо-Казахстанского государственного университета (2009), Тема диссертации: «Некоторые дореволюционные источники абаеведения».
Занимается исследованиями по истории казахской литературы начала XX века, ввел курс абаеведения, написал научно-биографические статьи о творчестве А. Байтурсынова, М.Ауэзова, М. Жумабаева, С. Садуакасова и др.
Разработана рабочая учебная программа по истории казахской журналистики (1870—2000 гг.) и методическое пособие по истории русской журналистики. Вопросы исторического краеведения и ономастики занимают солидное место в творчестве З. Тайшыбая. Им написан, на основе архивных материалов, ряд статей, освещающих важнейшие этапы Северного региона и области. Издана книга «Солтүстіктің жер-су атаулары» (в соавторстве с К. Оспановым и К. Ахметжановой, Петропавловск, 12 п.л., 2010), «Сыр сандығым — Қызылжар» (из истории Северного Казахстана), 2014, 12 п.л.
Является ответственным редактором научных и педагогических изданий: Рахим Б. Казахская историческая поэма. — Алматы, 1997; Политико-правовое наследие Абая и современность. — Караганды, 1995; Менлибаев К. Н. Патриотическое воспитание молодежи. — Караганды, 1999; Смагулов К. Историческое краеведение. — Караганды, 1998; Ахметжанова Ж. Б. Исторические стихи, связанные с восстанием 1916 года. — Алматы, 2009; Академик Е. А. Букетов. — Петропавловск, 2006; Ахметжанова Т. Поэзия М. Кангожина. - Петропавл, 2007; Ғ. Мүсірепов мұрасы: Халықаралық ғылыми- практикалық конференцияның материалдары 20-21 наурыз. — Петропавловск, 2002. — 168 б.; Ғасырлар тоғысындағы журналистика: өзекті мәселелері мен келешегі: Халықаралық конференция 25-26 сәуір. Журналистика на рубеже веков: проблемы и перспективы: Международная конференция 25-26 апреля. — Қарағанды: Е. А. Бөкетов атындағы ҚарМУ. Қарағанды, 2002; Актуальные проблемы высшей школы в третьем тысячелетии. Материалы международной научно-практической конференции 7-8 ноября. — Петропавловск, 2002. — 266 с.; Абылай хан — тарих және қазіргі кезең: Халықаралық ғылыми-практикалық конференциясының материалдары. Абылай хан — история и современность: Материалы международной научно- практической конференции. — Петропавловск, 2006. −145 б.
З. С. Тайшыбай вносит значительный вклад во внедрение казахского языка в науку и современное образование. Им переведены с русского на казахский язык ряд необходимых учебников для ВУЗов по медицине и другим отраслям знаний. Является основателем и первым председателем областного общества «Қазақ тілі» (1989) в Карагандинской области и г. Петропавловск (2000).
З. С. Тайшыбай единственный в республике ученый историк, обладатель двух государственных грантов по направлению «Интеллектуальный потенциал страны» (2007 и 2011 гг.) на исследование жизни и деятельности казахского хана ХҮIII в. Абылай хана. Автор двухтомного научного труда изданного по программе «Культурное наследие», (Қазақтың ханы — Абылай: Заманы, өмірі мен қызметі. — Алматы: Ел-шежіре. — 2011, 1300 стр.), член редколлегии и один из составителей энциклопедии «Абылай хан». (Алматы: Қазақ энциклопедиясы, 2013).
Заркын Сыздыкович опытный педагог и организатор журналистского образования в республике, основал специальность «Журналистика» вКазНУ им. Аль-Фараби, организовал кафедры журналистики в КарГУ им. Е. А. Букетова (1993 г.), СКГУ им. М. Козыбаева (2001 г.), член международного семинара «Журналистское образование в Центральной Азии».
В 2001 году по приглашению Госдепартамента США по программе «Подготовка журналистов в США», посетил в США пять университетов, выступал с докладами на международных конференциях о своих поездках в Пражский университет (Чехия, 2013 г.), Омский государственный университет им. Ф. М. Достоевского (РФ, 2012) и Синьцзянский университет (КНР, 2013).

## Награды
Награждён нагрудным Знаком «Почетный работник образования Казахстана» (2002), нагрудным знаком Ассоциации вузов Казахстана «Саңлақ автор» им. А. Байтурсынова (2007), медалью «Қазақ тілінің жанашыры» (2009), нагрудным знаком «Почетный журналист Казахстана» (2011), Почетными грамотами Министерства образования и науки Республики Казахстан (2000,2015) и Министерства связи и информации Республики Казахстан (2011), Почетной грамотой Акима Северо-Казахстанской области (2002, 2013), Почетным дипломом Союза журналистов Казахстана (2002). В 2012 г. обладатель гранта «Лучший преподаватель года». Указом Президента Республики Казахстан от 5 декабря 2016 года Назарбаевым Н. А. профессору Заркыну Сыздыковичу Тайшыбаю присвоено Почетное звание Заслуженный деятель Казахстана.